# بوگومل
بوگومل (به لاتین: Bogomil) یک منطقهٔ مسکونی در بلغارستان است که در شهرستان هارمانلی واقع شده‌است.